# Pithana
Pithana, o anche Pithanas, (Kuššara, ... – ...; fl. XVIII secolo a.C.) è stato un sovrano ittita della città anatolica di Kuššara.
Difficile fornire una datazione precisa per il regno di Pithana, il quale, come il figlio e successore Anitta, rimane avvolto nella leggenda; talune fonti indicano approssimativamente il 1790 a.C. come data di ascesa al trono di Kuššara, e il 1785 per la sua impresa più celebre, la presa di Kanesh
Una più recente ricostruzione propone come data per la conquista di Kanesh il 1750-45.
L'unico suo predecessore di cui si abbiano notizie è Pamba, re di Kuššara nel 2250 a.C. circa.
Il suo nome è ricordato in un resoconto da Naram-Sin di Akkad su una battaglia contro un'alleanza di 17 sovrani, uno dei quali è chiamato Pamba. Questa è la prima fonte storica del popolo di Hatti e anche la prima volta in cui viene ricordato un nome indoeuropeo.

## Fonti documentali
Le fonti storiche da cui si traggono notizie circa la vita e le imprese di Pithana sono due, entrambe posteriori.

La prima fonte è quella più vicina al sovrano: si tratta della cosiddetta Iscrizione di Anitta.
L'area negli anni fra il 2000 e il 1700 a.C. era divisa in un gran numero di città-stato legate tra di loro da una complessa serie di trattati che avevano lo scopo di garantire la sicurezza dei commerci con l'Assiria (da cui arrivava lo stagno, necessario, con il rame, alla fabbricazione del bronzo). I regni più potenti erano quello di Hatti, con capitale Hattuša, che controllava gran parte della valle del Kizilirmak, la città di Zalpa nei pressi del Nar Nero, Purushanda, posta a Sud-Ovest del fiume Marassantya, ed il regno di Neša/Kaneš, l'attuale Kültepe, a sudest, fulcro della rete commerciale degli empori anatolici (Karum).
L'importanza politica, commerciale e culturale della città di Neša nella storia del futuro impero ittita è comprovata dal fatto che la lingua che parlavano gli Ittiti era chiamata da essi "nesita", nesumnili, cioè lingua di Neša.
Il Proclama di Anitta, racconta di come suo padre Pithana, re di Kuššara, avesse conquistato Kanesh. La tavoletta di Anitta cita le gesta del padre per mostrare come egli poi avesse seguito le sue orme, continuando la strategia di sottomissione delle città vicine, incluse Hattuša e Zalpuwa (Zalpa).
La seconda fonte è un più tardo testo ittita, l'Editto di Telipinu, (un corpus normativo riguardante la Successione al trono e il diritto pubblico ittita, redatto attorno al 1500 a.C. circa), che riproduce liberamente alcune descrizioni riprese dalla tavoletta di Anitta.

## Biografia
Pithana era re di Kuššara, città posta a sudest del fiume Marassantiya, lo Halys di epoca classica, oggi Kizilirmak.
Nello scenario dell'Anatolia centrale del XVIII secolo a.C., divisa in città-stato e agglomerati commerciali (i karum o empori), questo sovrano decise di attaccare il confinante regno di Kaneš.
Il cosiddetto "Proclama di Anitta ci narra l'evento: 

Il commento di Anitta sulla presa della città è lapidario: 

Il nome del re di Neša non viene citato nel proclama: si tratta probabilmente di Warsama, figlio di Inar.
Pithana incominciò dunque la sua ascesa presentandosi come un re guerriero, ma portatore di pace.

## Espansionismo commerciale
Le ragioni che spinsero prima Pithana e poi suo figlio a scendere in guerra furono probabilmente di ordine commerciale.

Dal carteggio ritrovato nell'archivio del palazzo reale di Neša, fra il re Warsama e Anum-Hirbi re di Mama (in antico assiro) o Haššum (in antico babilonese e in lingua Ittita), si capisce come fosse difficile per i sovrani dell'area controllare i vassalli; i continui piccoli conflitti locali danneggiavano il commercio su grande scala con l'Assiria, rendendo malsicure le vie di comunicazione. 
I due re si accordarono per un nuovo e più forte patto di alleanza che garantisse loro maggiore sicurezza e stabilità ai regni.
Questa alleanza rendeva sicuri i confini a sud ed ovest di Neša, ma non quelli a nord ed est, area in cui si trovava verosimilmente Kuššara. È possibile che il tentativo di Kanesh sottomettere quei regni, magari chiudendo le vie commerciali nella loro direzione, possa avere provocato la reazione di Pithana.
Comunque sia, il re di Kussara conquistò la fiorente città nesita, unificando i rispettivi regni.
Conquistando Neša, Pithana pose le basi per un controllo delle vie commerciali anatoliche che suo figlio Anitta tentò di completare.

Ampliato il suo regno Pithana assunse il titolo di Grande re (Lugal gal).

Morì poco dopo, probabilmente attorno al 1745 a.C. secondo la recente rilettura cronologica.
Pithana perciò, da semplice re locale, estese la sua influenza, tentando per primo un'unificazione anatolica, al punto che i successivi membri della dinastia regnante ittita rivendicarono sempre i legami con la città di Kuššara, di cui è probabile fossero un ramo collaterale della dinastia regnante.

Mappa dell'Anatolia ai tempi dei primi re ittiti

Alla morte di Pithana, salì al trono suo figlio Anitta, erede designato e suo Rabi Simmiltim, termine che indica il "secondo in comando", ovvero il secondo uomo più potente del regno, che avrebbe spinto ancora più lontano i propri confini, creando un regno di proporzioni mai viste prima in Anatolia.
Rab Saqe di Pithana, ovverosia "Capo coppiere", posizione di grande prestigio, non militare, riservata a membri della famiglia reale, fu invece un tale Tudhaliya, che qualcuno ipotizza possa essere stato quel Tudhaliya di Kussara possibile contatto dinastico tra la famiglia regnante nesita e la futura dinastia ittita.